# Hyperbaenus incisus
Hyperbaenus incisus är en insektsart som beskrevs av Heinrich Hugo Karny 1935. Hyperbaenus incisus ingår i släktet Hyperbaenus och familjen Gryllacrididae. Inga underarter finns listade i Catalogue of Life.